# Нико Дована (стадион)
«Стадион Нико Дована» — футбольный стадион в городе Дуррес, Албания, вместимостью 12 040 мест. Является домашней ареной футбольного клуба «Теута», играющего в Албанской Суперлиге.
Хотя Дуррес является одним из самых важных городов в Албании, он имеет только один солидный футбольный стадион, который расположен в центральной части города.
Стадион был назван в честь легендарного футболиста этой страны — Нико Дована. Он играл на двух позициях: вратарь и нападающий. Забил гол в первом финале чемпионата Албании 1931 года. Предыдущее название стадиона — «Локомотив».
Несмотря на плохое состояние, в 2010 году на стадионе был сыгран первый международный товарищеский матч, где сборная Албании принимала сборную Узбекистана.
В 2019 году из-за землетрясения в Албании при стадионе размещались палатки для потерявших кров.